# Lottinghen
Lottinghen település Franciaországban, Pas-de-Calais megyében. Lakosainak száma 541 fő (2022. január 1.). Lottinghen Quesques, Bléquin, Saint-Martin-Choquel, Selles, Seninghem, Senlecques és Vieil-Moutier községekkel határos.

## Népesség
A település népességének változása:
| Lakosok száma | 553  | 553  | 557  | 545  | 540  | 535  | 533  | 537  | 541  |
|               | 2013 | 2015 | 2016 | 2017 | 2018 | 2019 | 2020 | 2021 | 2022 |